# Снигирь, Юлия Викторовна
Ю́лия Ви́кторовна Сниги́рь (урождённая Сирискина; род. 2 июня 1983, Донской, Тульская область) — российская актриса кино, телевидения и дубляжа, телеведущая и фотомодель.

## Биография
Юлия Сирискина родилась 2 июня 1983 года в городе Донском Тульской области. Кандидат в мастера спорта по шахматам. Окончила гимназию № 20 города Донского (с серебряной медалью) и факультет иностранных языков (английское отделение, специальность «английская филология») Московского педагогического государственного университета.
После окончания учёбы Юлия работала учителем английского языка. Попав на кастинг в рекламу одежды, получила совет от фотографа, отметившего её фотогеничность, попробовать пройти кастинг в модельное фотоагентство. На нём присутствовал ассистент по актёрам Валерия Тодоровского, предложивший Юлии попробовать себя на одну из ролей в фильм «Стиляги», съёмки которого должны были вскоре начаться. В актёрский состав Снигирь не попала, однако решила пойти учиться в театральный вуз. Училась в Театральном училище имени Щукина, курс Р. Ю. Овчинникова. Первую популярность получила после участия в съёмках музыкального клипа на песню «До скорой встречи» группы «Звери».
Дебютом в кино для Юлии Снигирь стала роль в фильме «Последний забой», снятом в 2006 году. Юлия также участвовала в съёмках фильмов «Вакцина», «Глянец». Затем последовал большой проект Фёдора Бондарчука «Обитаемый остров», в котором Юлия сыграла роль Рады Гаал.
Вела передачу «Теория относительности» на СТС. В 2010 году стала телеведущей на канале «Петербург — Пятый канал».
В 2015 году на «Первом канале» вышел исторический телесериал «Великая», в котором актриса сыграла главную роль Екатерины II.
В 2020 году исполнила роль Евы Новак в телесериале «Новый Папа» режиссёра Паоло Соррентино.
В апреле 2022 года в российский прокат вышел триллер Ладо Кватании «Казнь», в котором Юлия исполнила одну из главных ролей. В декабре вышел семейный фильм «Чук и Гек. Большое приключение», в котором партнёром Юлии по картине стал Владимир Вдовиченков.

## Личная жизнь
Первый муж — Алексей Снигирь, брак длился с начала 2000-х и примерно до 2008 года.
Встречалась с кинооператором Максимом Осадчим, снявшим фильм «Обитаемый остров».
В феврале 2013 года стало известно, что Снигирь встречается с актёром Данилой Козловским, с которым они вместе снимались в фильме «Распутин». В начале 2014 года пара рассталась.
9 марта 2016 года Снигирь родила сына Фёдора от актёра Евгения Цыганова, в 2019 году она вышла за него замуж.

## Фильмография
| Год  |     | Название                                                             | Роль                                                      |
| ---- | --- | -------------------------------------------------------------------- | --------------------------------------------------------- |
| 2006 | ф   | Вакцина                                                              | Наташа                                                    |
| 2006 | ф   | Последний забой                                                      | Анжела                                                    |
| 2008 | ф   | Обитаемый остров                                                     | Рада Гаал                                                 |
| 2009 | ф   | Обитаемый остров: Схватка                                            | Рада Гаал                                                 |
| 2010 | кор | БРАТиЯ                                                               | Вера                                                      |
| 2010 | с   | В лесах и на горах                                                   | Марья Гавриловна Залётова                                 |
| 2010 | ф   | Зайцев, жги! История шоумена                                         | ведущая                                                   |
| 2010 | с   | Небо в огне                                                          | Лиза Воронина (Бармина)                                   |
| 2011 | ф   | Долина роз                                                           | Майя                                                      |
| 2011 | с   | Контригра                                                            | Ирина Куракина                                            |
| 2011 | ф   | Распутин                                                             | Дора                                                      |
| 2011 | с   | Я тебя никогда не забуду                                             | Катя Алькович                                             |
| 2012 | ф   | Атомный Иван                                                         | Таня                                                      |
| 2012 | ф   | Кококо                                                               | Наташа                                                    |
| 2013 | ф   | Крепкий орешек: Хороший день, чтобы умереть / A Good Day to Die Hard | Ирина                                                     |
| 2013 | ф   | Полярный рейс                                                        | Люда Полякова, жена Игоря, врач                           |
| 2013 | ф   | Делириум / Delirium                                                  | Елена                                                     |
| 2014 | ф   | Морозилка / Freezer                                                  | Алиса                                                     |
| 2014 | с   | Седьмая руна                                                         | Татьяна Витальевна Иконникова, тележурналист              |
| 2014 | с   | С чего начинается Родина                                             | Наталья, супруга капитана Громова                         |
| 2015 | с   | Великая                                                              | Екатерина II                                              |
| 2015 | ф   | Страна Оз                                                            | Фифа                                                      |
| 2015 | ф   | Про любовь                                                           | Лиза                                                      |
| 2017 | ф   | Про любовь. Только для взрослых                                      | снималась                                                 |
| 2017 | ф   | Блокбастер                                                           | Ванина                                                    |
| 2017 | с   | Хождение по мукам                                                    | Екатерина Дмитриевна Булавина-Смоковникова-Рощина         |
| 2017 | с   | Кровавая барыня                                                      | помещица Дарья Салтыкова                                  |
| 2017 | с   | Оперетта капитана Крутова                                            | Дарина Романовна Филатова, оперуполномоченный угрозыска   |
| 2017 | с   | Крымская сакура (не завершён)                                        | Наталья Поклонская                                        |
| 2019 | ф   | Конец сезона                                                         | Вера                                                      |
| 2019 | ф   | Успех                                                                | Лиза                                                      |
| 2019 | с   | Хороший человек                                                      | Евгения Ключевская, следователь                           |
| 2020 | с   | Новый Папа / The New Pope                                            | Ева Новак                                                 |
| 2020 | с   | Просто представь, что мы знаем                                       | Александра Терлецкая                                      |
| 2020 | с   | Пассажиры                                                            | Светлана                                                  |
| 2021 | ф   | Пушкин и Муравьед                                                    | Вика, мама Пушкина                                        |
| 2021 | с   | Собор                                                                | «Королева»                                                |
| 2021 | ф   | Петрополис                                                           | Анна                                                      |
| 2021 | ф   | Казнь                                                                | Вера                                                      |
| 2021 | с   | Везёт                                                                | Кристина, патологоанатом                                  |
| 2022 | ф   | Время года зима                                                      | Катя                                                      |
| 2022 | ф   | Чук и Гек. Большое приключение                                       | мама                                                      |
| 2022 | ф   | За нас с вами                                                        | Дина (Ариадна)                                            |
| 2023 | с   | Шаляпин                                                              | Мария Петцольд, поклонница и возлюбленная Фёдора Шаляпина |
| 2023 | с   | Золотое дно                                                          | Надежда Воскресенская                                     |
| 2023 | с   | Кеша должен умереть                                                  | Варя                                                      |
| 2024 | ф   | Мастер и Маргарита                                                   | Маргарита                                                 |
| 2024 | с   | Престиж                                                              | Эльвира Алымова                                           |
| 2024 | с   | Спойлер                                                              | Катя, бывшая жена Оболенского                             |
| 2024 | с   | Дело Германа                                                         | Ева                                                       |
| 2024 | с   | Танго на осколках                                                    | Нора                                                      |
| 2024 | с   | Преступление и наказание                                             | Марфа Петровна, жена Свидригайлова                        |
| 2024 | с   | Юг                                                                   | жена папы 5                                               |

### Съёмки в клипах
- «День рождения» («Чай вдвоём»)[10]
- «До скорой встречи» («Звери»)[10]
- «Белые птицы» (Валерий Меладзе)
- «Мой брат» (Валерий Меладзе и Константин Меладзе)[17]

## Награды и номинации
За свою карьеру Юлия Снигирь стала лауреаткой трёх кинопремий «Ника», а также стала двухкратной номинанткой на премию «Золотой орёл», номинанткой на премию Гильдии киноведов и кинокритиков России — «Белый слон» и трёхкратной номинанткой на Премию Ассоциации продюсеров кино и телевидения.
| Награда                        | Год  | Категория                                        | Работа                                                               | Результат | Ист.          |
| ------------------------------ | ---- | ------------------------------------------------ | -------------------------------------------------------------------- | --------- | ------------- |
| Кинопремия «Ника»              | 2021 | За участие в международном телевизионном проекте | Новый Папа                                                           | Удостоена | [ 18 ]        |
| Кинопремия «Ника»              | 2024 | Лучшая женская роль                              | За нас с вами                                                        | Победа    | [ 19 ]        |
| Кинопремия «Ника»              | 2025 | Лучшая женская роль                              | Мастер и Маргарита                                                   | Победа    | [ 20 ]        |
| Премия «Золотой орёл»          | 2024 | Лучшая женская роль на телевидении               | Шаляпин                                                              | Номинация | [ 21 ]        |
| Премия «Золотой орёл»          | 2025 | Лучшая актриса онлайн-сериала                    | Золотое дно                                                          | Номинация | [ 22 ]        |
| Кинофестиваль «17 мгновений»   | 2019 | Лучшая женская роль в сериале                    | Кровавая барыня                                                      | Победа    | [ 23 ]        |
| Премия «Жорж»                  | 2014 | Российская актриса года                          | Крепкий орешек: Хороший день, чтобы умереть; Полярный рейс; Распутин | Номинация | [ 24 ]        |
| Премия «Белый слон»            | 2025 | Лучшая главная женская роль                      | Мастер и Маргарита                                                   | Номинация | [ 25 ]        |
| Премия «АПКиТ»                 | 2016 | Лучшая актриса телевизионного фильма/сериала     | Великая                                                              | Номинация | [ 26 ]        |
| Премия «АПКиТ»                 | 2018 | Лучшая актриса телевизионного фильма/сериала     | Хождение по мукам                                                    | Номинация | [ 27 ]        |
| Премия «АПКиТ»                 | 2019 | Лучшая актриса телевизионного фильма/сериала     | Кровавая барыня                                                      | Номинация | [ 28 ]        |
| Премия «АПКиТ»                 | 2025 | Лучшая актриса сериала                           | Золотое дно                                                          | Победа    | [ 29 ] [ 30 ] |
| Премия «Киноньюс»              | 2023 | Лучшая российская актриса                        | Казнь; Время года зима                                               | Номинация | [ 31 ]        |
| Премия «Киноньюс»              | 2024 | Лучшая российская актриса                        | За нас с вами                                                        | Номинация | [ 32 ]        |
| Премия «Киноньюс»              | 2025 | Лучшая российская актриса                        | Мастер и Маргарита                                                   | Победа    | [ 33 ]        |
| Кинопремия MTV Russia          | 2009 | Лучший поцелуй                                   | Обитаемый остров                                                     | Номинация |               |
| OK! Awards «Больше чем звёзды» | 2024 | Главный герой. Кино. Актриса                     | Мастер и Маргарита                                                   | Победа    | [ 34 ]        |

### Комментарии
1. ↑  Специальная премия